# Pfarrkirche Ried im Oberinntal

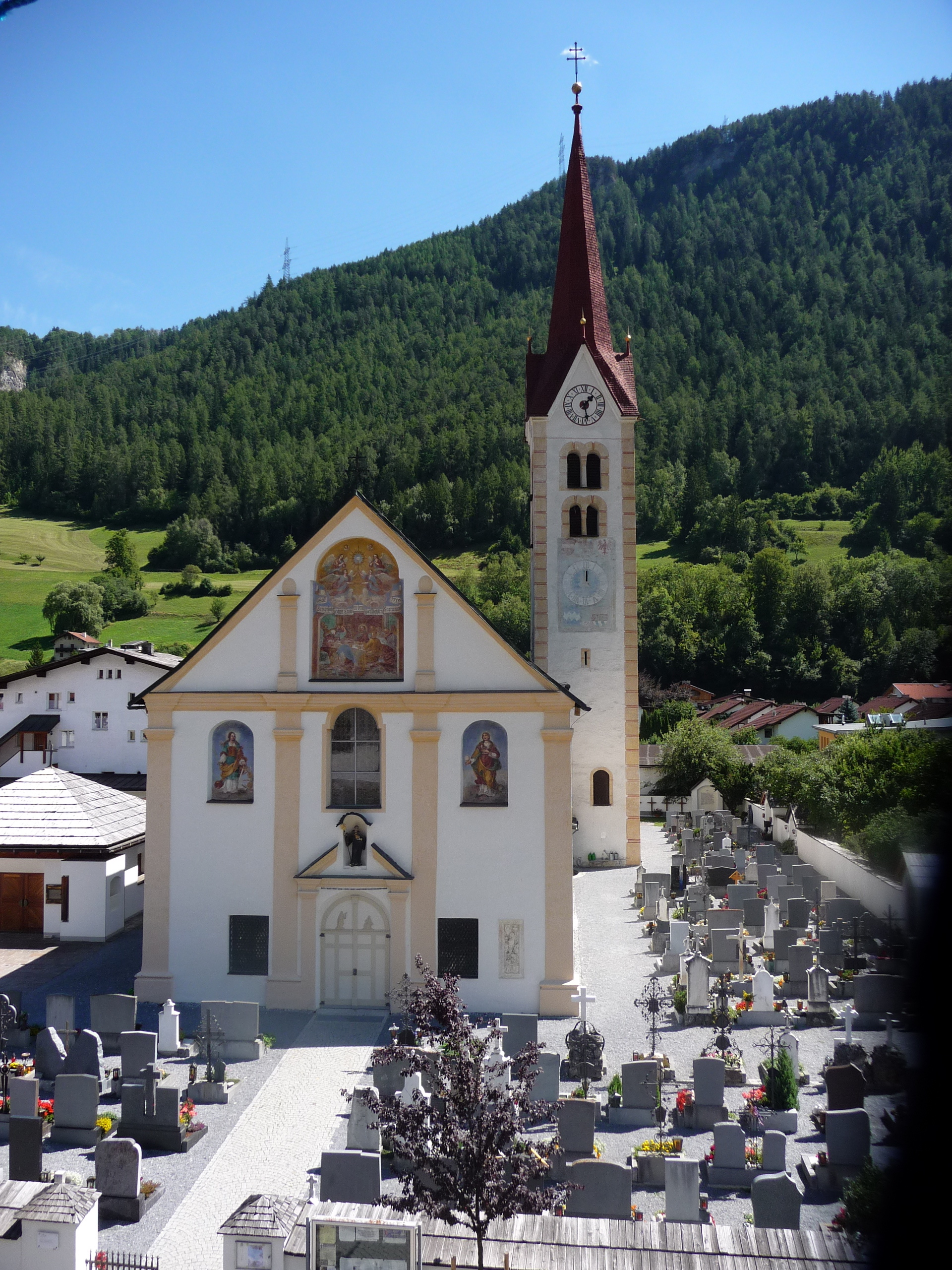
Katholische Pfarrkirche hl. Leonhard in Ried im Oberinntal

Die Pfarrkirche Ried im Oberinntal steht am Südostrand des Dorfkerns von einem Friedhof umgeben in der Gemeinde Ried im Oberinntal im Bezirk Landeck im Bundesland Tirol. Die auf den Heiligen Leonhard von Limoges geweihte römisch-katholische Pfarrkirche gehört zum Dekanat Prutz in der Diözese Innsbruck. Die Kirche steht unter Denkmalschutz (Listeneintrag).

## Geschichte
Urkundlich wurde 1397 eine Kirche genannt. 1445 war eine Geldsammlung für einen neuen Chor. 1516 erfolgte eine Weihe der Altäre. 1715 wurde die Kirche vergrößert und barockisiert. 1975/1977 war eine Restaurierung.

## Architektur
Barocker Umbau eines mittelalterlichen Kirchenbaus mit einem romanischen Südturm. Der Turm an der Chorsüdseite hat zwei übereinanderliegende rundbogige gekuppelte Schallfenster mit Würfelkapitellen und trägt einen Giebelspitzhelm aus dem 19. Jahrhundert. An das Langhaus schließt ein niedriger Chor mit einem polygonalen Schluss und spätgotischen Dreiecklisenen. Die barocke dreiachsige Westfassade ist mit Pilastern gegliedert und hat ein profiliertes Hauptgesims, im Dreieckgiebel ist ein Blendbogenfeld mit Malerei Abendmahl mit Jahresangabe 1715.

## Ausstattung
Die barocke Altarausstattung aus 1720 schuf Michael Stämer mit Figuren von Andreas Kölle und Altarbildern von Franz Laukas, die originale Fassung des Bildes wurde 1977 freigelegt.